# Lady Georgie
Lady Georgie är en japansk manga/anime som utspelar sig i Australien under 1800-talets andra hälft (cirka 1849–1865). Berättelsen kretsar kring tre barn som växer upp tillsammans på en lantgård; Abel, Arthur och Georgie.
Abel och Arthur är biologiska syskon, söner till Mr och Mrs Batman, översatt till "Buttman" i Sverige. Georgie är dotter till en brittisk flykting, Earl Gerald, en man som förvisats till Australien, och hans fru. Mr Batman hittar Georgie i skogen när hon är ett spädbarn. Det sker en stormig natt då hennes mamma omkommer under en flykt från den brittiska polismakten. Mr Batman får överta ett vackert juvelbesatt armband ifrån Georgies döende mor innan han flyr med barnet undan soldaterna in i mörkret. Mr Batman fäster sig vid Georgie och uppfostrar henne som ett av sina egna barn, något som Mrs Batman starkt motsätter sig. Endast Georgie själv förblir ovetande om sin riktiga identitet. Hon skapar starka band gentemot sina bröder som är två respektive tre år äldre. I takt med att tiden går börjar hennes äldste bror, Abel, få känslor för Georgie. Även Arthur visar stort intresse för henne och är mån om hennes välbefinnande. En stark känsla av avundsjuka gror i Mrs Batman. Då Mr Batman hastigt och oväntat dör från sviterna av en inre blödning klarar hon inte av att hålla tillbaka med sitt förakt för den oäkta dottern. Det som började som oskuldsfulla barnlekar har nu utvecklats till en historia starkt präglad av tankar på incest och åtrå.
Originalhistorien, mangan, benämnd "Lady Georgie" är skapad av Izawa Mann och tecknad av Yumiko Igarasi, utgiven av "Shōjo Comic" 1982–1984. Tv-serien, benämnd enbart "Georgie", baserad på mangan och utgiven av TMS Entertainment 1983 är skapad av Yumiko Igarasi.
Vissa delar av historien skiljer tv-serien "Georgie" från mangan. Dels börjar historien i tv-serien redan när de är barn, 7, 9 och 10 år, vilket berättas om med tillbakablickar i mangan, dels slutar historien något lyckligare i serien eftersom den även skulle vara lämplig för en europeisk barnpublik.
Mangan slutar nämligen med att Abel dör och Georgie föder deras gemensamma son.
Man har även valt att lägga in vissa komiska inslag för att roa de unga tittarna, till exempel en söt liten koala omnämnd "Lupp" (sv. översättning).
I Sverige har mangan aldrig publicerats. Av tv-serien dubbades bara de 12 första avsnitten, av 45 totalt. Dessa censurerade avsnitt gavs ut på VHS och hyrfilm (videobolaget) i mitten av 80-talet (3 filmer totalt). De svenska rösterna gjordes bl.a. av Beatrice Järås, Staffan Hallerstam och Gunnar Ernblad.
Eftersom mangan getts ut i både Italien, Indonesien, Sydkorea, Hongkong m.fl. och tv-serien sänts i bland annat Tyskland, Spanien, Turkiet och Italien så är det svårt att få fram uppgifter om Georgie där informationen kommer ifrån originalet. Mycket skiljer sig i översättningar och i vissa utgivningar av mangan har man även valt att ta bort Mr. Izawas upphovsrätt.
Det är svårt att få tag på hela anime-serien intakt, utan censuren, för även om "Georgie" är animerad på samma sätt som till exempel "Candy Candy" eller "Äventyrsskogen" så innehåller den vissa inslag ämnade för en vuxen publik.